# Honorio Barrios Tassano
Honorio Barrios Tassano (San Carlos, 1932[cita requerida] - 15 de agosto de 2010) fue un político uruguayo perteneciente al Partido Colorado.
Se desempeñó como edil y diputado. Durante el gobierno de Luis Alberto Lacalle fue embajador en la República Dominicana.
En 2002, al ser nombrado Alejandro Atchugarry como ministro de economía, Barrios Tassano asume un escaño en el Senado.
Era hermano del también político Luis Barrios Tassano.